# Gavin DeGraw
| Совокупная оценка    | Совокупная оценка |
| Источник             | Оценка            |
| -------------------- | ----------------- |
| Metacritic           | (60/100)          |
| Оценки критиков      |                   |
| Источник             | Оценка            |
| Allmusic             | [ 2 ]             |
| Billboard            | (благосклонно)    |
| The Boston Globe     | (положительно)    |
| Common Sense Media   | [ 5 ]             |
| Entertainment Weekly | B−                |
| Hot Press            | (2.5/5)           |
| The New York Times   | (средняя оценка)  |
| Rolling Stone        | [ 9 ]             |

Gavin DeGraw – второй одноименный студийный альбом автора-исполнителя Гевина ДеГро. Релиз состоялся 6 мая 2008 года и дебютировал под номером семь в престижном чарте альбомов U.S. Billboard 200, разойдясь тиражом в 66,000 копий в первую неделю.

## Об альбоме
В альбом входит продленная и перезаписанная версия песни «We Belong Together», которая была синглом в 2006 году. Так же композиция является оригинальным саундтрэком к фильму «Тристан и Изольда».

### Синглы
Альбом представлен синглом «In Love With a Girl», который имел большой успех, и занял двадцать четвертую строчку в Top 40 Hit U.S. Также песня становится популярной в Нидерландах, заняв двадцать второе место в голландском хит параде. 
Позже состоялся релиз «Cheated on Me» – второй сингл из этого альбома. Был выпущен только в Северной Америке, а премьера видео состоялась 30 сентября 2008 года. Эта песня не привлекла много внимания.  В это же время остального мира была выбрана «She Holds a Key» как второй сингл и участвовала в рейтинге лучших песен только в чартах Нидерландов, став пятым Top 40 синглом в этой стране, заняв двадцать девятую строчку.
В качестве третьего сингла была выбрана «I Have You to Thank». Релиз состоялся в январе 2008 года. Музыкальное видео в рамках промоушена сингла и альбома снято не было.

### Список композиций
Все песни написаны Гевином ДеГро
1. «In Love with a Girl» — 3:27
2. «Next to Me (Wait a Minute, Sister)» — 3:26
3. «Cheated on Me» – 3:40
4. «I Have You to Thank» — 3:27
5. «Cop Stop» — 3:24
6. «Young Love» — 4:09
7. «Medicate the Kids» — 3:20
8. «Relative» — 4:13
9. «She Holds a Key» — 3:51
10. «Untamed» — 4:00
11. «Let It Go» — 3:50
12. «We Belong Together» — 5:28

## Критика
Журнал Maverick дал оценку четыре-из-пяти, утверждая, что “это релиз резонирующего рока и классической сентиментальной гевинской точки зрения на любовь и жизнь — легко запоминающаяся лирика, музыка со смыслом, гитарные партии и голос. Слушать это - реальное удовольствие.”

## Чарты
| Чарт (2008                      | Пиковая позиция |
| ------------------------------- | --------------- |
| Belgium Albums Chart (Flanders) | 82              |
| Canadian Albums Chart           | 21              |
| Danish Albums Chart             | 3               |
| Dutch Albums Chart              | 8               |
| Finnish Albums Chart            | 36              |
| Italian Albums Chart            | 44              |
| Norwegian Albums Chart          | 35              |
| Swedish Albums Chart            | 13              |
| Swiss Albums Chart              | 23              |
| US Billboard 200                | 7               |